# Заксенгаузен
Заксенга́узен, чи Заксенга́взен, інколи Заксенга́узен-Ора́нієнбург (нім. KZ Sachsenhausen) — концтабір у Німеччині, що діяв між 1936 та 1950 роками. Названий за однойменною ділянкою (районом) міста Оранієнбург. З 1936 по 1945 рік, він провадив націонал-соціалістичний режим у Німеччині як табір головним чином для політв'язнів, а після цього — з 1945 по весну 1950, був пересильним табором НКВС СРСР для переміщених осіб (також переважно політичних в'язнів), тобто табір утримувався сталінським режимом який дав йому назву «Спецтабір № 7».

## Використання Третім Райхом

### Формування
Табір був створений у 1936 році. Розташовувався він на околицях Берліна, що давало йому певне становище серед німецьких концтаборів: адміністративний центр всіх концтаборів розміщених в Оранієнбургу і Заксенгаузен, стали тренувальним центром для офіцерів СС, які після цього вирушали для нагляду в інші табори. Спочатку табір використовувався для відпрацювання найефективнішого та дієвого методу страти для застосування в таборах смерті, особливо часто такі страти практикувалися зокрема на радянських військовополонених. Хоча деякі євреї страчувалися в Заксенгаузені і багато з них тут загинули, єврейські в'язні табору були переміщені до Освенцима в табір Аушвіц 1942 року. Заксенгаузен не було розроблено як табір смерті — натомість систематичне вбивство євреїв відбувалось у таборах на сході.
На ранніх етапах існування табору страти відбувалися шляхом поміщення в'язнів у невелику кімнату, часто навіть з музикою, де їм казали виміряти зріст і вагу, але натомість стріляли в потилицю через розсувні двері, розташовані позаду шиї. Згодом виявилося, що це забирає занадто багато часу, тому перейшли до практики траншей, де вбивали або через розстріл, або через повішання. Хоча це полегшувало проведення групових страт, це створювало надто велику початкову паніку серед в'язнів, що ускладнювало контроль над ними. Тоді були розроблені і проведені невеликі випробування того, що згодом знайшло своє використання в багатьох таборах смерті — газових камер. Цей метод виявився найефективнішим для того, щоб вбити найбільшу кількість в'язнів без «надмірної» початкової паніки. Тож до вересня 1941 року, коли проводили перші випробування цього методу в Аушвіці, Заксенгаузен вже був місцем «деяких отруєнь газом у зв'язку з розробкою газових фургонів».

### Структура табору
Комплекс, розроблений архітекторами СС на дошці креслення як зразковий тип концтабору, мав надавати архітектурне вираження світогляду СС, а також символічно піддавати ув'язнених беззаперечній владі СС. Табір для в'язнів було розташовано у вигляді рівнобічного трикутника. Всі будівлі були згруповані симетрично навколо центральної осі та були пов'язаними з вежею «А» — місцем перебування керівництва табору СС, у центрі базової лінії трикутника. Перед цією вежею знаходився напівкруглий поіменний квадрат, який, зі свого боку, також був оточений чотирма кільцями розташованих віялом казарм. Табір військ СС був створений навколо продовження центральної осі за вежею А і табірною дорогою. Споруда СС площею 388 гектарів в Оранієнбурзі також містила великі житлові споруди для вищих чинів СС та їхніх сімей тощо. Гіммлер називав Заксенгаузен, який спроєктував Бернгард Кюпер, «абсолютно новим концентраційним табором сучасності, який може бути розширений у будь-який час». На практиці, однак, розширення проєкту виявилося непрактичним.
Крематорій знаходився на промисловому подвір'ї, відокремленому від табору в'язнів стіною, і використовувався з осені 1939 року. 1942 року, тимчасовий крематорій був замінений новим корпусом з крематорієм і розстрільним бараком, в якому 1943 року була встановлена газова камера. У кімнаті площею 11 квадратних метрів, одночасно можна було вбити до 60 людей.
У південному куті периметру розташовувався лазарет, у східному — табірна в'язниця. Там також була табірна кухня і пральня. Коли місткість табору стала недостатньою, в 1938 році його розширили за рахунок нової прямокутної території («малий табір») на північний схід від в'їзних воріт, а периметральна стіна була змінена, щоб відгородити її. За межами основного периметру табору на північ була додаткова зона (Зондерлагер), яка складалася з двох бараків, «А» і «Б», збудованих у 1941 році для особливих в'язнів, яких необхідно було ізолювати.
Табір оточувала так звана нейтральна зона, що розташовувалася між табірною стіною і табором в'язнів. Між зоною і стіною було встановлено розтяжки, рогатки, загородження з колючого дроту, електрифікована огорожа з колючого дроту і стежка для вартових.
На головних воротях до Заксенгаузену стояло цинічне, як для цього місця, гасло: Arbeit Macht Frei (укр. Праця звільняє).

### Використання в'язнів

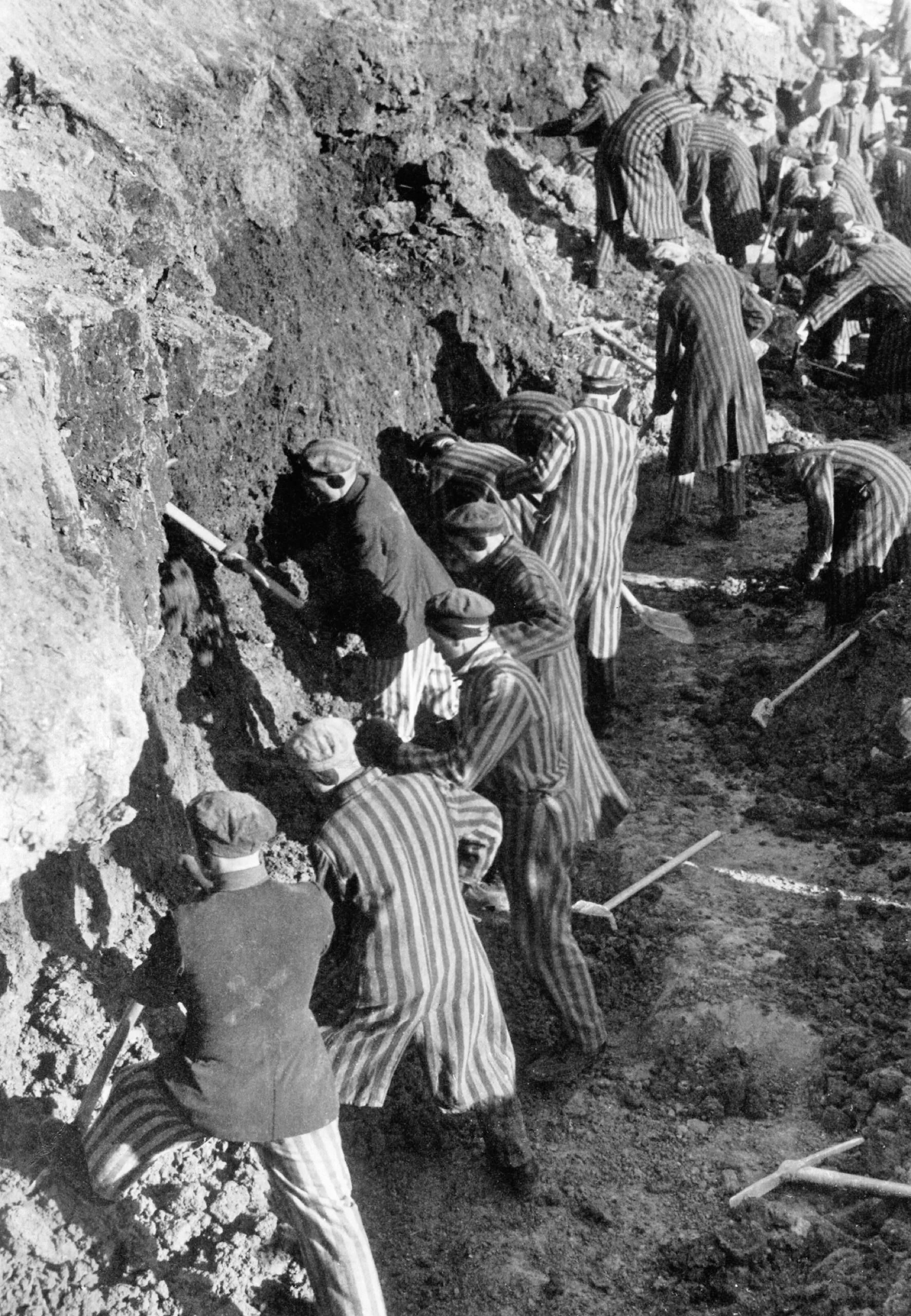
Примусові роботи в'язнів на піщаному кар'єрі, лютий 1941 року

Заксенгаузен був місцем проведення операції «Бернгард», однієї з найбільших операцій з підробки валюти, коли-небудь зафіксованих. Німці змушували ув'язнених виготовляти фальшиві американські та британські валюти в рамках плану підриву британської та американської економік, розробленого шефом СД Райнгардом Гейдріхом. Німці ввели в обіг фальшиві британські банкноти номіналом 5, 10, 20 і 50 фунтів стерлінгів у 1943 році: Банк Англії так і не знайшов їх. Планувалося скинути британські фунти над Лондоном літаком.
В промисловій зоні, за межами західного периметру табору знаходилися майстерні СС, в яких в'язнів змушували працювати. Ті, хто не міг працювати, повинні були стояти струнко протягом усього робочого дня. Авіабудівна компанія Heinkel була основним користувачем праці в'язнів Заксенгаузена, використовуючи від 6 000 до 8 000 в'язнів на своїх бомбардувальниках He 177. Хоча офіційні німецькі звіти стверджували, що в'язні «працювали бездоганно», деякі з цих літаків несподівано розбилися в районі Сталінграда, і є підозра, що в'язні саботували їх роботу. Серед інших фірм були AEG і Siemens. Велика група в'язнів з табору була відправлена на роботу на цегельний завод неподалік, щоб задовольнити бачення Альберта Шпеера щодо відбудови Берліна.

### Страти і поводження з в'язнями
Загалом, щонайменше 30 000 в'язнів померли в Заксенгаузені від таких причин, як виснаження, хвороби, недоїдання і пневмонія, внаслідок поганих умов утримання. Багато з них були страчені або померли в результаті жорстоких медичних експериментів.
У 1937 році СС збудували камерний блок для покарання, допитів і тортур в'язнів. Серед ув'язнених там були Мартін Німеллер і Георг Ельзер. З 1939 по 1943 рік було вбито понад 600 в'язнів-гомосексуалістів. У листопаді 1940 року СС розстріляли 33 польських в'язнів. У квітні 1941 року понад 550 в'язнів було вбито в рамках акції 14f13. Восени 1941 року було розстріляно понад 10 000 радянських військовополонених.
У травні 1942 року почалися перші повішення на шибеницях у зоні переклички, що тривали до 1945 року. Тоді ж було страчено 71 голландського бійця опору та 250 єврейських бранців, а також завершено будівництво «Станції Z» на промисловому подвір'ї за стінами табору. Вона включала кімнати для вбивства в'язнів, чотири крематорії, а після 1943 року — газову камеру. 1941 року розташований поруч піщаний кар'єр був розширений і перетворений на «розстрільну траншею».
Табірні покарання могли бути дуже суворими. Деяких змушували виконувати «заксенгаузенське вітання»: в'язень присідав навпочіпки з витягнутими перед собою руками. По периметру майданчика для переклички було побудовано марширувальну смугу, де ув'язненим доводилося марширувати по різних поверхнях, щоб перевірити військове взуття. Щодня вони проходили від 25 до 40 кілометрів.
В'язнів, призначених до табірної в'язниці, тримали в ізоляції на мізерному пайку, а деяких підвішували до стовпів за зап'ястя, зв'язані за спиною. При спробах втечі, відбувалося публічне повішення на очах у зібраних в'язнів. Військовополонених змушували бігати до 40 кілометрів на день з важкими рюкзаками, іноді після того, як їм давали наркотики, що підвищують працездатність, такі як кокаїн, для випробування військових черевиків у тестах, що проводилися на замовлення взуттєвих фабрик.
Вольфганг Вірт проводив експерименти з використанням смертельного сірчаного гірчичного газу.
Існують також твердження про експериментальний препарат, який випробовували на в'язнях у 1944 році під назвою D-IX у Заксенхаузені. Цей препарат, що нібито складався з суміші кокаїну, метамфетаміну та оксикодону, призначався для підвищення витривалості і мав використовуватися військовослужбовцями Вермахту, кригсмаріне та Люфтваффе для покращення виконання завдань, де витривалість ставала вирішальним фактором. Хоча ці препарати використовувалися в окремих формах у всіх родах військ Німеччини, природа і використання саме D-IX (особливо експерименти над в'язнями Заксенгаузена) не має достатнього обґрунтування, щоб вважатися достовірною, хоча експерименти нацистів над в'язнями, які не бажали вживати психоактивні сполуки, можна вважати реальними.

### Целленбау
Найбільш режимна територія табору, де утримували найважливіших в'язнів. Серед них— Голова ПУН й ОУН Андрій Мельник, заступник Голови ПУН й та очільник ОУН в Україні Олег Ольжич, а також член ПУН Євген Онацький, та інші українські націоналісти серед яких був очільник ОУН (б) Степан Бандера та Ярослав Стецько також був в ув'язнені очільник УНРА Тарас Бульба-Боровець.
Целенбау відрізнявся кращими умовами ув'язнення порівняно з загальними умовами концтабору. В'язні мешкали в маленьких камерах площею кілька квадратних метрів кожна. На чотирьох кутах ізольованої від решти території табору були сторожові вежі з озброєними охоронцями.
Споруду з камерами було зведено 1936 року як Т-подібну будівлю, яка, маючи 80 камер, служила табором та спеціальною в'язницею гестапо для одиничного ув'язнення, утримання в темряві та масового розміщення. На подвір'ї будівлі тюрми, ізольованому від решти табору, для виконання особливо жорстоких вироків використовували земляний бункер і пристосування «для підвішування на палях» та інших катувань.

### Марші смерті та розпуск табору

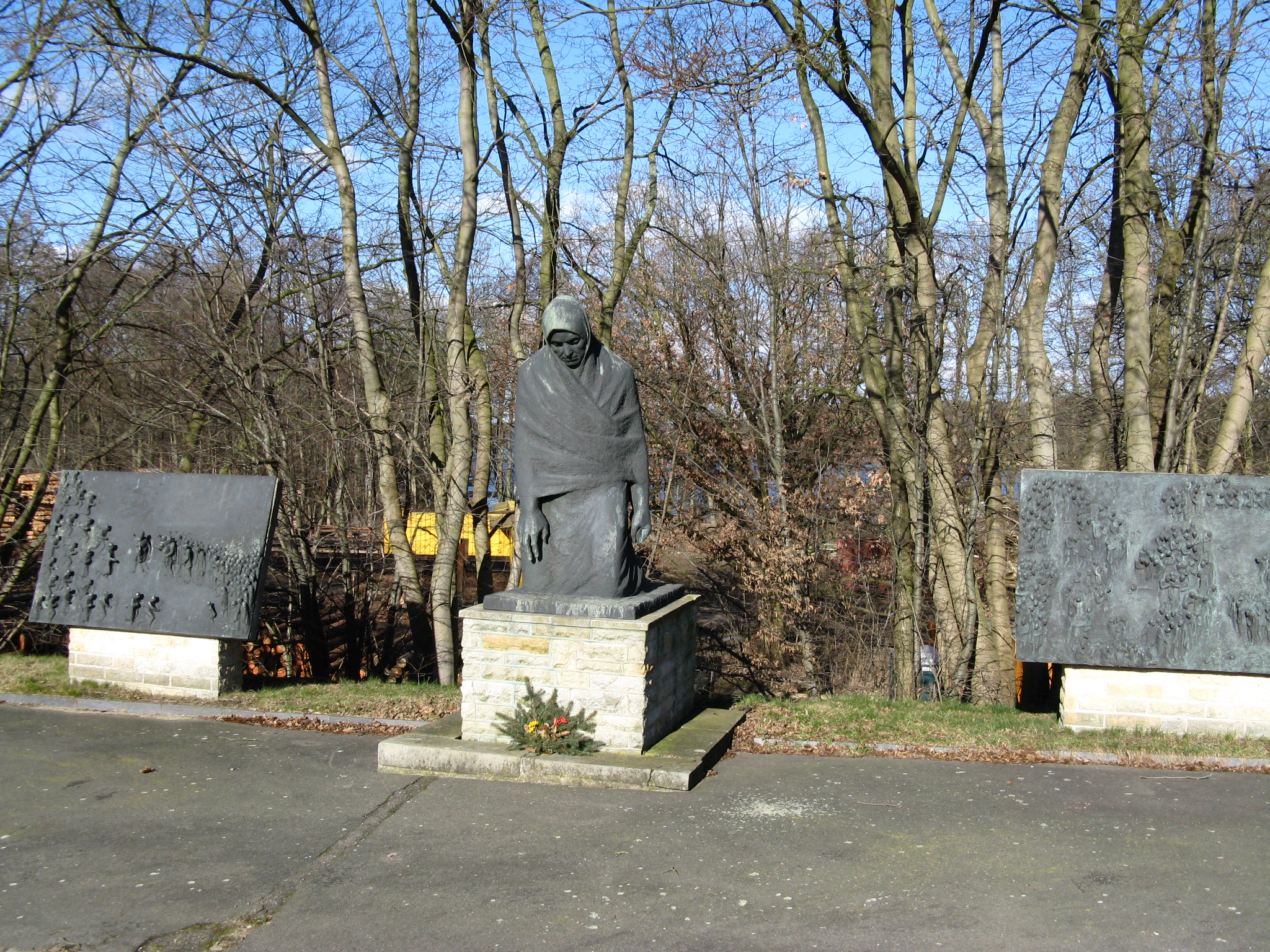
Меморіал жертвам Маршу смерті в Рабен-Штайнфельді

Евакуація концентраційного табору Заксенгаузен була підготовлена початковим наказом на початку січня 1945 року. 23 січня почалася евакуація підтаборів на схід, ближче до позицій Червоної армії, яка швидко наступала. Через наказ про евакуацію, який спочатку віддали, а потім відкликали для табору Заксенгаузен, у ніч на 2 лютого там було розстріляно 144 людини.
Евакуація СС самого концентраційного табору Заксенгаузен розпочалася рано вранці 21 квітня 1945 року, коли армія Радянського Союзу перебувала всього за кілька кілометрів від нього. 33 000 із 36 000 ув'язнених, що залишилися, були відправлені на північний захід групами по 500 ув'язнених. При цьому лише перші колони отримали трохи продовольства. Багато ув'язнених, яким доводилося проходити від 20 до 40 кілометрів на день, помирали від виснаження в холодну і сиру погоду або були застрелені есесівцями. Співробітники Міжнародного комітету Червоного Хреста роздавали ув'язненим на маршах продуктові набори, рятуючи багатьох від голодної смерті. Проте, тисячі ув'язнених загинули на маршах смерті після евакуації табору у квітні 1945 року.
З 23 квітня 1945 року близько 18 000 ув'язнених було зібрано в Нижньому лісі, міському лісі Віттштока, і розташовувалися там табором до 29 квітня 1945 року. Ув'язнені, які вижили, потім різними маршрутами досягли району між Пархімом і Шверіном, де, тепер покинуті охороною СС, вони зустрілися з частинами Червоної армії та армії США.
22 і 23 квітня радянські та польські війська досягли головного табору. Близько 3 000 хворих, лікарів і медсестер було звільнено. У наступні тижні щонайменше 300 колишніх в'язнів померли внаслідок ув'язнення в концентраційних таборах. Їх поховали в шести братських могилах під табірною стіною на території лазарету.
Звільнених ув'язнених розмістили у двох бараках у Шверині разом із ув'язненими жіночого концтабору Равенсбрюк і підтабору Вьоббелін концтабору Ноєнгамме. У травні більшість західноєвропейських ув'язнених змогли повернутися на батьківщину, тоді як вимушеним переселенцям зі Східної Європи часто доводилося спочатку проходити перевірку в таборах для репатріантів.
За дорученням Надзвичайної державної комісії, створеної Верховною Радою в Москві для розслідування злочинів, скоєних нацистським режимом, радянські судмедексперти провели ексгумацію братських могил. Експертну групу очолив керівник Науково-дослідного інституту судової медицини (НІСМ) при Наркомохоронздоров'я СРСР Віктор Прозоровський, який дав свідчення в якості свідка на Нюрнберзькому процесі проти головних воєнних злочинців у 1946 році.

## Використання Радянським Союзом
Коли війна наближалася до кінця, есесівці почали евакуацію в’язнів із Заксенгаузена. У квітні 1945 року десятки тисяч в’язнів були змушені вирушити на марші смерті до Балтійського моря. Табір був визволений радянськими і польськими військами 22 квітня 1945 р. На момент визволення в таборі залишилося лише кілька тисяч в'язнів, переважно хворих і немічних.
Після того, як останні звільнені в'язні концтабору покинули місце влітку 1945 року, табір використовувався радянською військовою адміністрацією як спеціальний табір з серпня 1945 до 1950 року. У таборі утримувалися нацистські функціонери, політичні в'язні та в'язні, засуджені радянськими військовими трибуналами.
Спочатку до Заксенгаузена прибули 150 в'язнів зі спеціального табору НКВС № 7 поблизу Вернойхена. Окрім крематорію та місця знищення, майже всі будівлі колишнього концтабору використовувалися знову (особливо дерев'яні бараки, табірна в'язниця та господарські споруди). Наприкінці 1945 року табір знову був повністю заповнений, кількість в'язнів налічувала близько 12 000 осіб. Наступного року в таборі часом утримували до 16 000 осіб. Близько 2 000 жінок-в'язнів жили в окремій зоні табору.
До 1948 року Заксенгаузен, перейменований на Спецтабір № 1, був найбільшим з трьох спеціальних таборів у радянській окупаційній зоні. Серед 60 000 осіб, інтернованих протягом п'яти років, було принаймні 6 000 німецьких офіцерів, переведених із таборів західних союзників. Інші були нацистськими функціонерами, антикомуністами та росіянами, в тому числі нацистськими колаборантами. До моменту закриття табору навесні 1950 року щонайменше 12 000 осіб померли від недоїдання та хвороб.
Навесні 1950 року, через кілька місяців після заснування НДР, останні радянські табори були ліквідовані. Близько 8 000 в'язнів були звільнені зі спецтабору № 1, а менша група була перевезена до Радянського Союзу. НКВС передав владі НДР 5 500 в'язнів. Серед них було 1 119 жінок і близько 30 дітей, народжених у таборі (так звані  «ландскіндери»), були переведені до жіночої в'язниці НДР у в'язницю Хохенек в Штольберзі.

## Персонал табору

### Коменданти
- Міхаель Ліпперт — липень 1936 — жовтень 1936;
- Карл-Отто Кох — жовтень 1936 — липень 1937;
- Ганс Гельвіг — липень 1937 — січень 1938;
- Герман Барановський — лютий 1938 — вересень 1939;
- Вальтер Айсфельд — 1939—1940;
- Ганс Лоріц — 1940—1942;
- Альберт Зауер — 1942—1943;
- Антон Кайндль — 1943—1945.

### Охорона
Серед в'язнів Заксенгаузена та його підтаборів було багато жінок. Згідно з документами СС, у Заксенгаузені проживало понад 2 000 жінок, яких охороняли жінки-есесівці. Табірні записи свідчать, що на кожні десять ув'язнених припадав один солдат СС-чоловік, а на кожні десять есесівців-чоловіків — одна есесівка. У Берліні було створено кілька підтаборів для жінок, у тому числі в Нойкьольні.
Серед жінок-охоронців Заксенгаузена були Ільза Кох, а пізніше Гільде Шлюссер та Анна Кляйн.

## Відомі в'язні

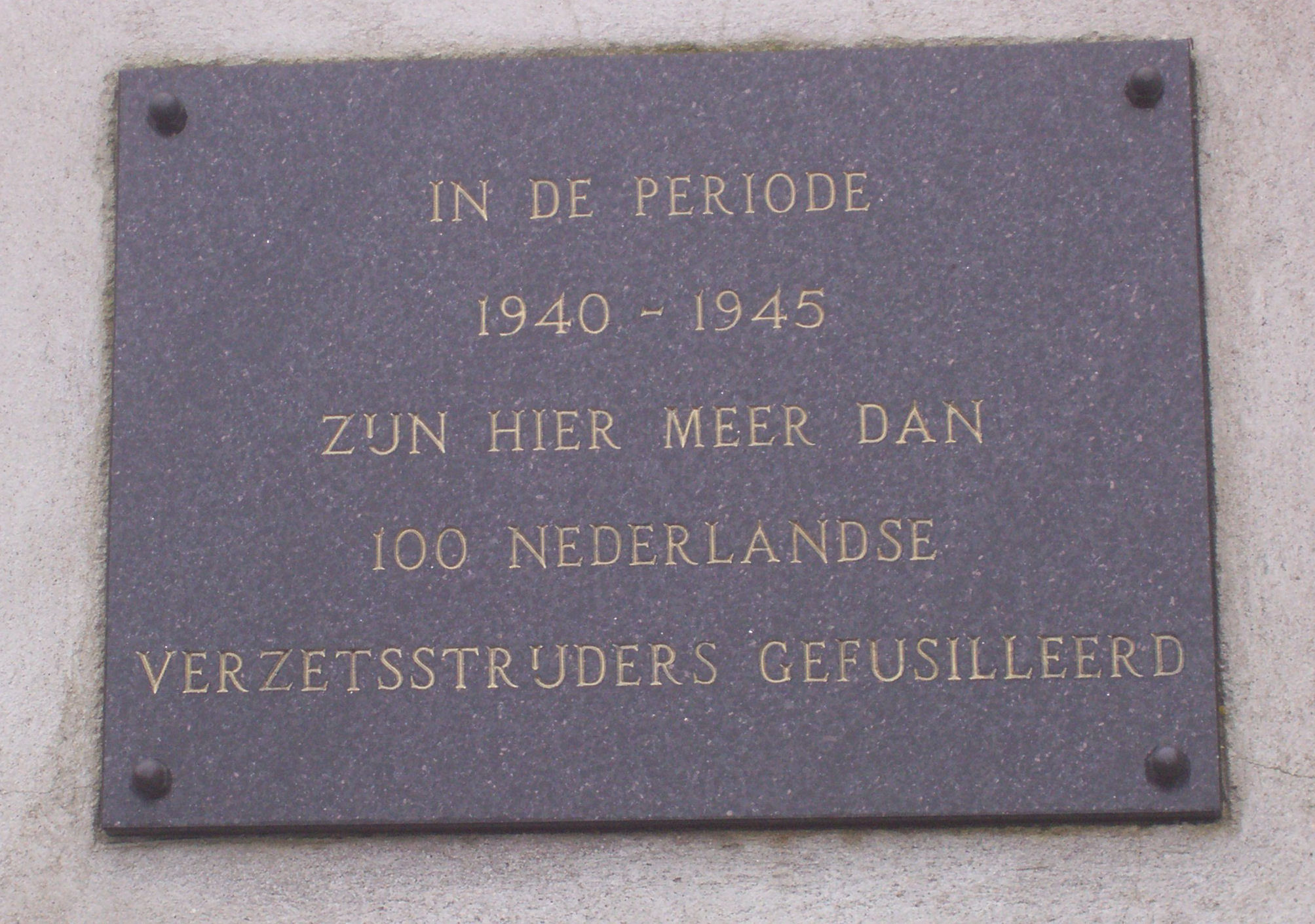
Меморіальна дошка в пам'ять про бійців голландського опору, страчених у Заксенгаузені

Серед страчених у Заксенгаузені — бійці операцій «Мушкетер» та «Чемпіон», вцілілі учасники операції «Шах і мат», операції командос 1942 року по боротьбі з морським десантом у Норвегії, включно з їхнім лідером, Джоном Ґодвіном, утримувалися в Заксенгаузені до лютого 1945 року, коли їх було страчено. Ґодвіну вдалося вирвати пістолет у командира розстрільної групи з-за пояса і застрелити його, перш ніж застрелили його самого.
У «Зелленбау», що налічував близько 80 камер, утримувалися деякі з найзатятіших втікачів з союзників під час Другої світової війни, а також німецькі дисиденти, нацистські дезертири та націоналісти зі Східної Європи, такі як український лідер Тарас Бульба-Боровець, Ярослав Стецько, Степан Бандера і Андрій Мельник, яких нацисти сподівалися схилити до переходу на бік Німеччини. В різний час в стінах концтабору знаходилися син Йосипа Сталіна Яків Джугашвілі, поет Олег Ольжич, та Омелян Антонович.
За час проведення операції в Заксенгаузені було страчено понад 100 голландських борців опору. Голландські масони також були відправлені до табору, включаючи Великого магістра Великого Сходу Нідерландів Германуса ван Тонгерен-старшого, який помер там у березні 1941 року після арешту Клаусом Барбі.

## Після війни

### Судові процеси над персоналом табору
Чотирнадцять посадовців концтабору, включно з колишнім комендантом Антоном Кайндлем і табірним лікарем Гайнцем Баумкьоттером, а також двома капо, постали перед радянським військовим трибуналом у Берліні 23 жовтня 1947 року. 1 листопада 1947 року всі шістнадцять обвинувачених були визнані винними. Чотирнадцять підсудних отримали довічне ув'язнення з каторжними роботами, в тому числі Кайндль і Баумкьоттер, а двоє інших були засуджені до п'ятнадцяти років ув'язнення з каторжними роботами. Вони відбували покарання в суворих умовах сибірських таборів. Шестеро з них, включаючи Кайндля, померли в ув'язненні протягом кількох місяців. 1956 року тих, хто ще був живий, звільнили і відправили назад до Німеччини.
Голландці домагалися екстрадиції з Чехословаччини Антоніна Запотоцького, який на той момент став президентом Чехословаччини, за його ймовірну роль у вбивстві голландських в'язнів під час його перебування  в якості капо в таборі.
У НДР згодом відбулися різні судові процеси над охоронцями концтабору Заксенгаузен, такими як Роланд Пур і Арнольд Цьолльнер. Пур був страчений у 1964 році, а Цьольнер був засуджений до довічного ув'язнення окружним судом Ростока у 1966 році.
У ФРН також відбувалися різні подальші судові процеси проти охоронців, такі як Заксенгаузенський процес у Кельні в 1960-х роках. 1960 року в Регіональному суді Мюнхена відбувся судовий процес проти гауптшарфюрера СС і блокфюрера Ріхарда Бугдалле за вбивство в'язнів концтабору. У березні 2009 року 83-річний Йозіас Кумпф був депортований з Вісконсіна до Австрії після того, як було встановлено, що він був охоронцем СС у концтаборах Заксенгаузен і Травники. У травні 2022 року в Німеччині розпочався судовий процес проти охоронця СС у концтаборі Заксенгаузен роттенфюрера СС Йозефа Шутца, якому на той момент був 101 рік.

### Національний меморіал Заксенгаузен і музей
У 1956 році розпочалося планування перебудови місця концентраційного табору на національний меморіал. Через чотири роки, 23 квітня 1961 року, його урочисто відкрив Вальтер Ульбріхт, перший секретар Соціалістичної єдиної партії Німеччини. Першим директором меморіалу став Крістіан Малер, колись старший офіцер поліції, який у нацистський період був в'язнем Заксенгаузена протягом 1938—1943 років. Плани передбачали знесення більшості оригінальних будівель і спорудження обеліска, статуї та місця для зустрічей, що відображало світогляд уряду Східної Німеччини того часу.
Уряд НДР наголошував на стражданнях політичних в'язнів над стражданнями інших груп, що утримувалися в Заксенгаузені. Меморіальний обеліск містить вісімнадцять червоних трикутників — символ, який нацисти давали політичним в'язням, зазвичай комуністам. У Заксенгаузені є меморіальна дошка, встановлена в пам'ять про Марш смерті. На ній зображені виснажені в'язні-чоловіки, які крокують, і кожен з них має червоний трикутник політв'язня.
На основі репортажу в газеті Neues Deutschland, історикиня Анна-Катлін Тіллак-Граф зображує, як Національний меморіал Заксенгаузен був політично інструменталізований в НДР, особливо під час святкувань з нагоди звільнення концтабору.
Після возз'єднання Німеччини колишній табір було передано фонду, який відкрив на його території музей. З 1993 року Меморіал і музей Заксенгаузен відповідає за виставки та дослідження історії табору на території колишнього концентраційного табору Заксенгаузен. Освітня робота установи зосереджена на історії концтабору, різних аспектах історії концтабору та історії самого меморіалу.
Після виявлення у 1990 році масових поховань радянського періоду, було відкрито окремий музей, який досліджує історію табору за радянських часів.
У музеї представлені твори мистецтва, створені в'язнями, а також 30-сантиметрова купа золотих зубів, вирваних нацистами у в'язнів, масштабні моделі табору, фотографії, документи та інші артефакти, що ілюструють життя в таборі. Збереглися адміністративні будівлі, з яких керувалася вся мережа німецьких концтаборів, які також можна побачити.
З 2015 року територія табору Заксенгаузен відкрита для відвідувачів як музей і меморіал. Кілька будівель і споруд збереглися або були реконструйовані, зокрема охоронні вежі, в'їзд до табору, кремаційні печі та табірні бараки.

## Галерея

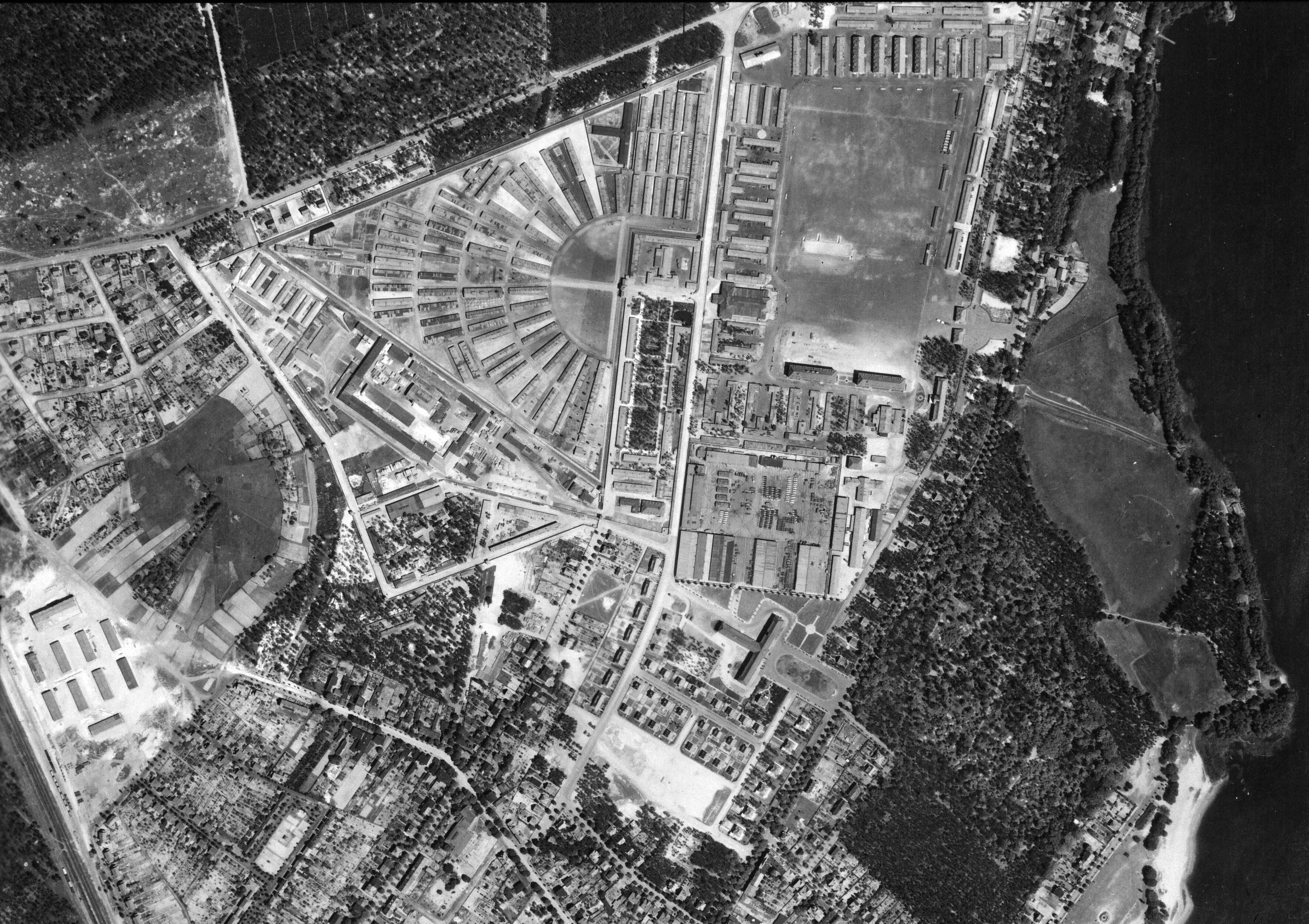
Аерознімок табору Заксенгаузен, зроблений 1943 року Королівськими ВПС — праворуч знизу Т-подібна в'язниця Целленбау
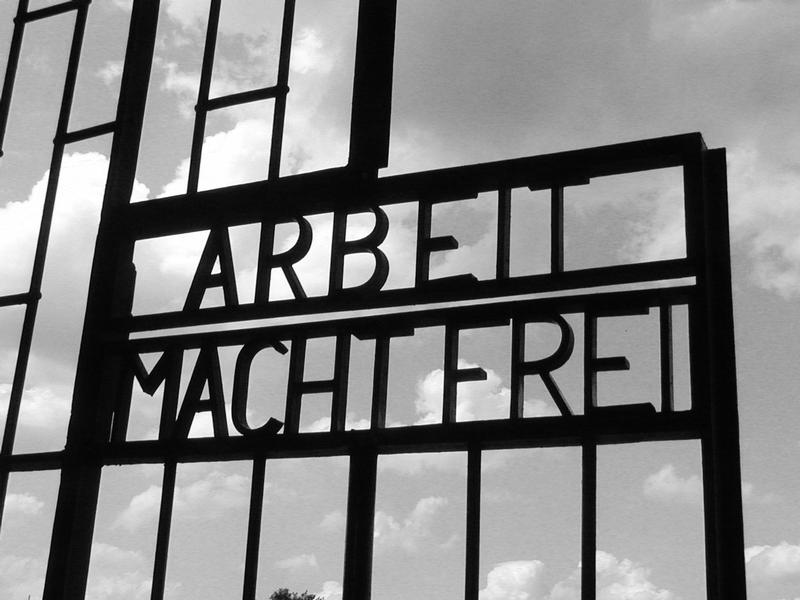
Ворота з написом Arbeit Macht Frei
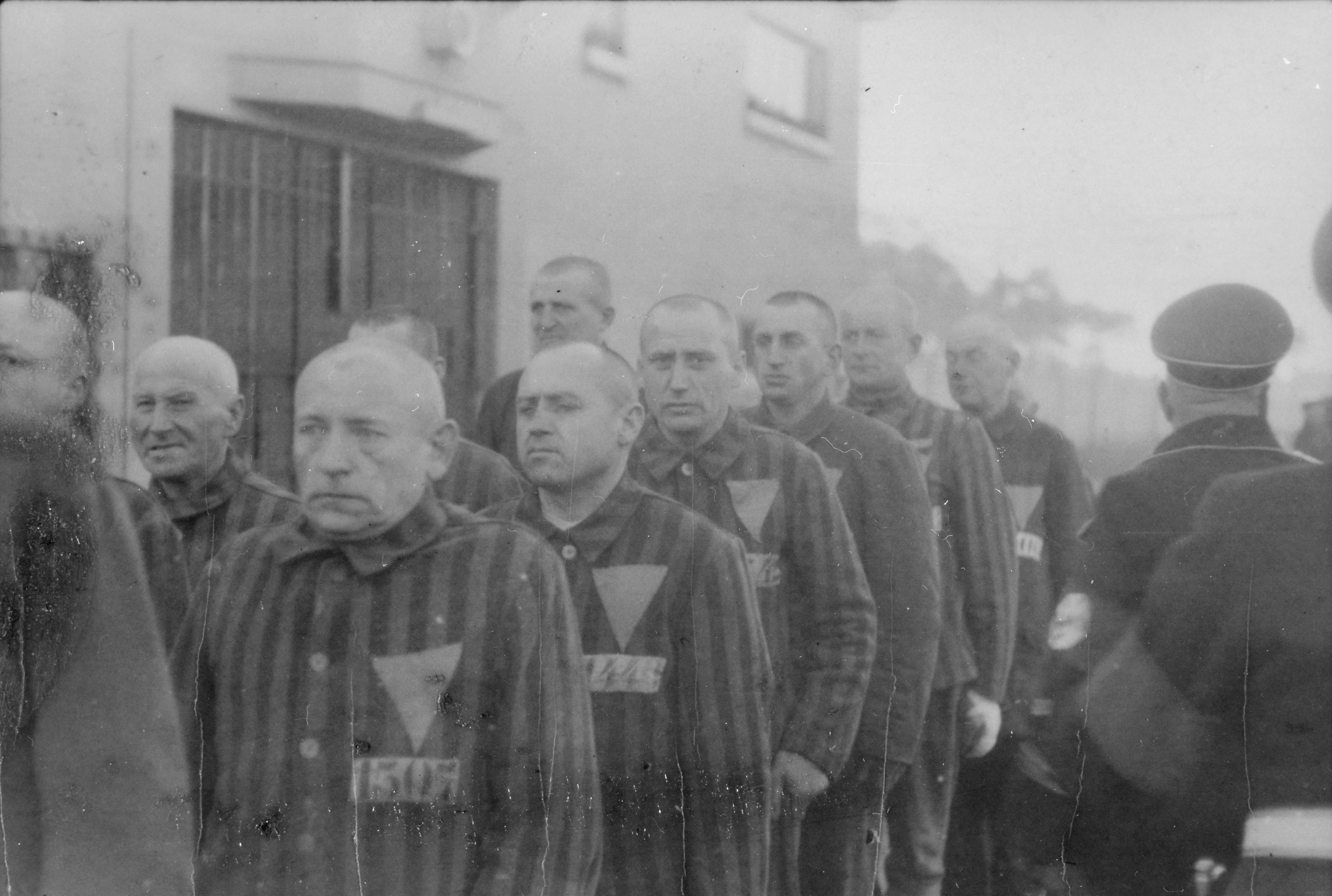
В'язні Заксенгаузена, 1938 рік
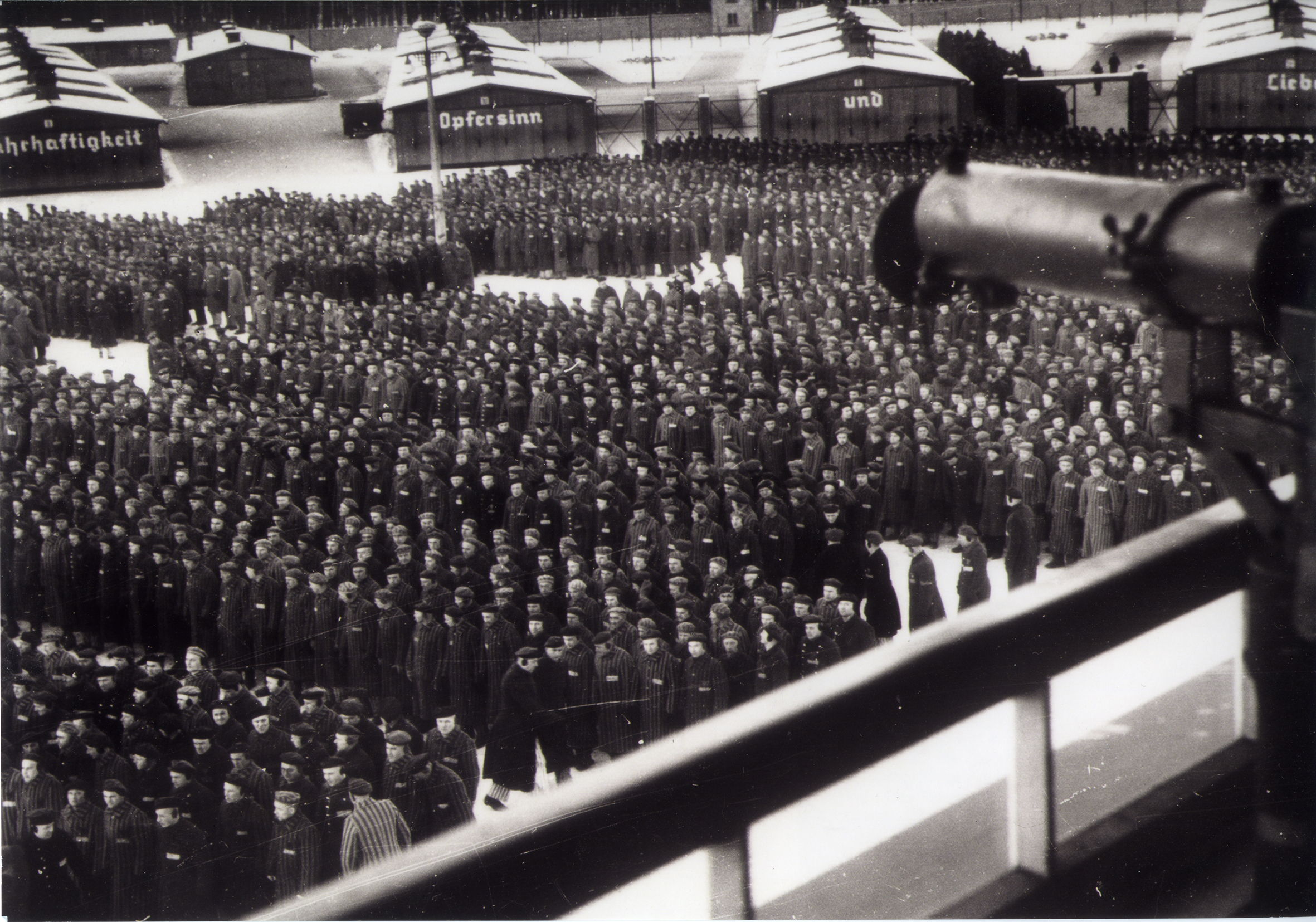
В'язні під час переклички в лютому 1940 року. Назви бараків зліва направо: «Чесність» і «Жертовність»
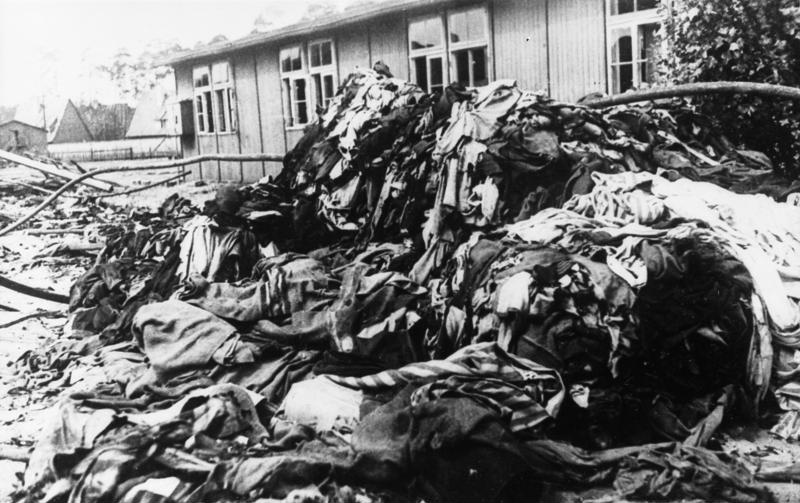
Одяг, відібраний у в'язнів табору
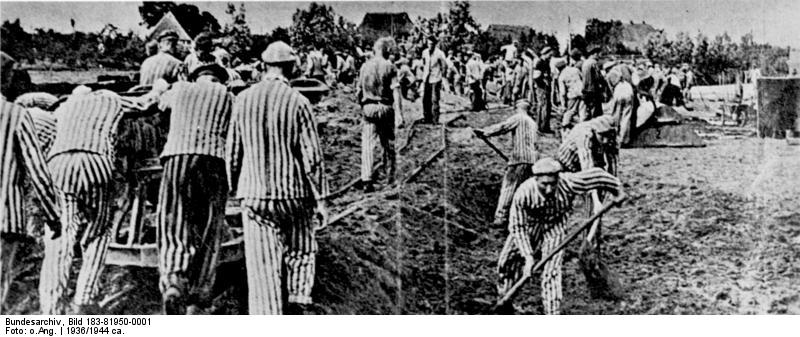
Земляні роботи будівництва маєтків для членів СС, 1936 рік